# Jesús Castro Romero
Jesús Castro Romero (Vejer de la Frontera, Cadis, 19 de gener de 1993) és un actor espanyol. Va saltar a la fama en 2014 en protagonitzar al costat de Luis Tosar la pel·lícula El Niño, llargmetratge que va aconseguir en el seu primer cap de setmana una recaptació de gairebé tres milions d'euros, convertint-se en la millor estrena de l'any d'una pel·lícula a Espanya després de superar a Ocho apellidos vascos, la cinta espanyola més vista de la història. També és conegut pels seus papers de Paco Ben Barek a El Príncipe de Telecinco o Lucas Morales a Mar de plástico d'Antena 3.

## Trajectòria

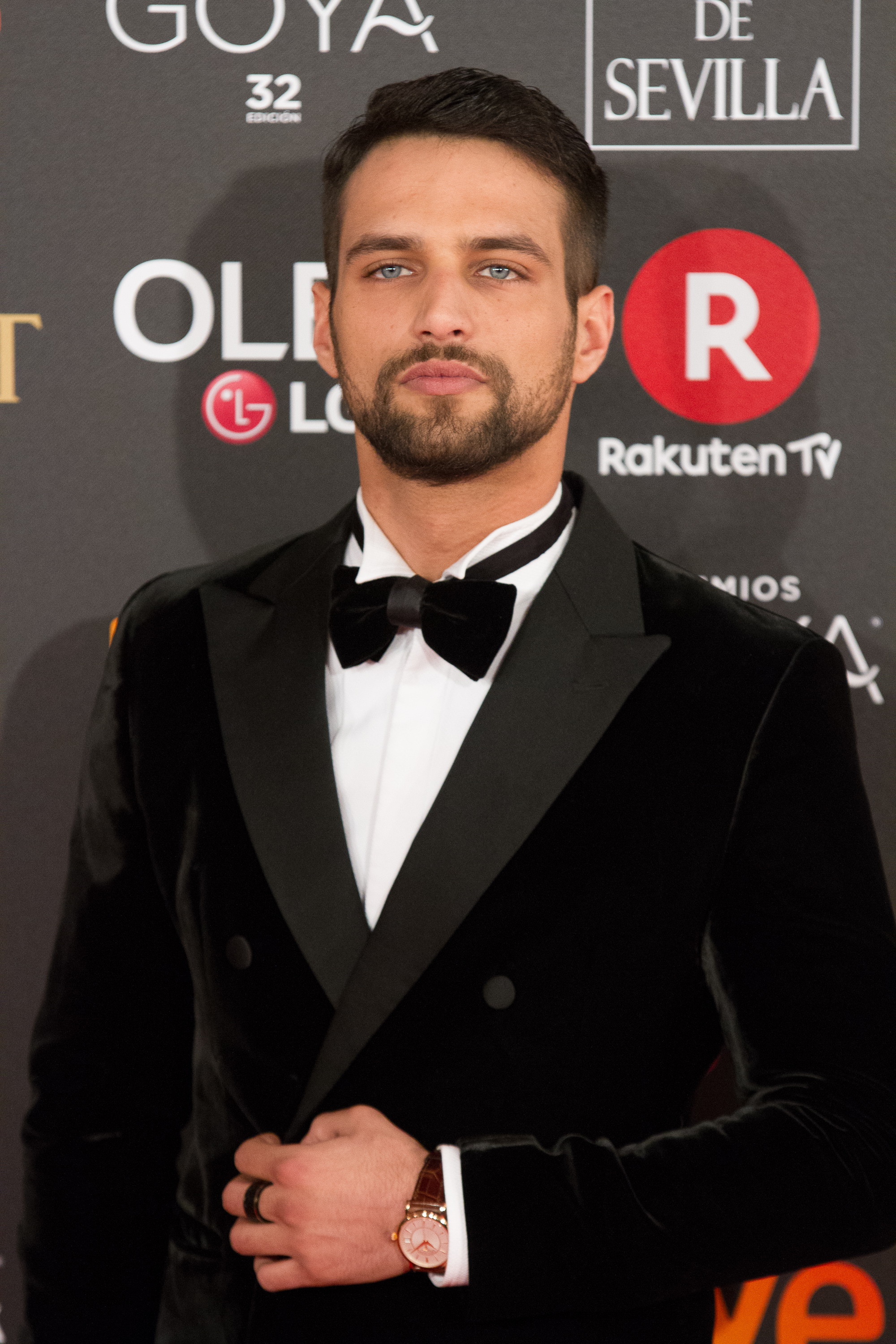
Jesús Castro en los Premios Goya 2018

Castro va néixer el 19 de gener de 1993 a l'Hospital de Puerto Real, el més proper a Vejer de la Frontera, localitat on sempre ha viscut. Té un germà i una germana més petits.
Abans de presentar-se al càsting per a la qual seria la seva pel·lícula debut, estudiava una FP de grau mitjà en Electrònica en l'IES La Janda. També ha treballat de relacions públiques en una discoteca i tirava una mà en l'economia familiar treballant en la cafeteria del seu pare, un empresari de la construcció reconvertit en hostaler.
Va aconseguir el paper entre els més de tres mil joves que es van presentar a la prova de selecció que va preparar l'equip de Daniel Monzón per a trobar al protagonista d' El Niño, la història d'un delinqüent d'estar per casa que es juga la vida en l'estret de Gibraltar traficant a bord de la seva llanxa motora.
Poc després d'aquesta pel·lícula que li va portar a la fama, algú es va fixar en ell perquè es presentés al càsting de La isla mínima del director Alberto Rodriguez, que es va estrenar al setembre de 2014 en el Festival de Cinema de Sant Sebastià, sent el segon llargmetratge on Jesús Castro apareix, interpretant a "Quini".
També apareix en els deu últims capítols de la segona i última temporada d' El Príncipe, on es fica en la pell de Paco Ben Barek. A continuació és fitxat per l'equip de càsting de Mar de plástico, sèrie d'Antena 3 en la qual interpreta a Lucas Morales durant la primera temporada.
L'any 2017 s'emet Perdoname, Señor, una sèrie produïda per Mediaset España en col·laboració amb Gossip Events & Productions, en la qual Jesús dona vida a Rafael.
En 2018 fitxa per La Reina del Sur 2, continuació de la coneguda telenovel·la de Telemundo encapçalada per Kate del Castillo, a més de formar part del repartiment de les sèries Secretos de Estado i Brigada Costa del Sol de Telecinco (a l'última en associació amb Netflix).

## Filmografia

### Cinema
| Any  | Títol                       | Paper                     | Direcció          |
| ---- | --------------------------- | ------------------------- | ----------------- |
| 2014 | El Niño                     | El Niño                   | Daniel Monzón     |
| 2014 | La isla mínima              | Joaquín Varela el "Quini" | Alberto Rodríguez |
| 2020 | Mi gran despedida           | Sebas                     | Ezekiel Montes    |
| 2020 | Hombre muerto no sabe vivir | Trijillo                  | Ezekiel Montes    |

### Sèries de televisió
| Any             | Títol                 | Paper                          | Cadena                  | Notes        |
| --------------- | --------------------- | ------------------------------ | ----------------------- | ------------ |
| 2015            | Mar de plástico       | Lucas Morales                  | Antena 3                | 13 episodis  |
| 2015 - 2016     | El Príncipe           | Paco Ben Barek                 | Telecinco               | 10 episodis  |
| 2017            | Perdoname, Señor      | Rafael "Rafa" Lachambre Medina | Telecinco               | 8 episodis   |
| 2019            | Secretos de Estado    | Andrés Rivera Blanco           | Telecinco               | 13 episodios |
| 2019            | La reina del sur 2    | Jesús                          | Telemundo i Netflix     | 2 episodis   |
| 2019            | Brigada Costa del Sol | Sebastián Terrón               | Telecinco i Netflix     | 13 episodis  |
| 2020 - presente | Madres. Amor y vida   | Charlie                        | Prime Video i Telecinco | ¿? episodios |

### Programes de televisió
| Any  | Títol                | Funció      | Cadena | Notes        |
| ---- | -------------------- | ----------- | ------ | ------------ |
| 2020 | MasterChef Celebrity | Concursante | La 1   | ¿? programes |

## Premis i candidatures
Premis Goya
| Any  | Categoria              | Pel·lícula | Resultat |
| ---- | ---------------------- | ---------- | -------- |
| 2014 | Millor actor revelació | El Niño    | Nominat  |

Medalles del Cercle d'Escriptors Cinematogràfics
| Any  | Categoria              | Pel·lícula | Resultat |
| ---- | ---------------------- | ---------- | -------- |
| 2014 | Millor actor revelació | El Niño    | Nominat  |

Premis Gaudí
| Any  | Categoria                   | Pel·lícula | Resultat |
| ---- | --------------------------- | ---------- | -------- |
| 2014 | Millor protagonista masculí | El Niño    | Nominat  |